# コマルカ・デ・ルーゴ
コマルカ・デ・ルーゴ（Comarca de Lugo）はスペインガリシア州ルーゴ県のコマルカで、同県の中部に位置する。
カストロベルデ、オ・コルゴ、フリオル、グンティン、ルーゴ、オウテイロ・デ・レイ、ポルトマリン、ラバデの8自治体によって構成される。
隣接するコマルカは、北がコマルカ・ダ・テーラ・チャとコマルカ・デ・メイラ、東がコマルカ・ダ・フォンサグラーダとコマルカ・ドス・アンカーレス、南がコマルカ・デ・サリアとコマルカ・デ・チャンターダ、西がコマルカ・ダ・ウジョーアとア・コルーニャ県のコマルカ・ダ・テーラ・デ・メリーデに接している。
面積は1,362.9km²で、2010年の人口は120,328人（2009年：119,568人、2007年：117,389人）。コマルカの中心地区は自治体ルーゴのルーゴ地区。

## 地理
| コマルカ・デ・ルーゴの構成自治体（2010年）             |            |             |                    |
| 自治体                                                 | 人口（人） | 面積（km²） | 人口密度（人/km²） |
| カストロベルデ                                         | 3,012      | 174.2       | 17.3               |
| オ・コルゴ                                             | 3,938      | 157.3       | 25.0               |
| フリオル                                               | 4,246      | 292.3       | 14.5               |
| グンティン                                             | 3,075      | 154.8       | 19.9               |
| ルーゴ                                                 | 97,635     | 329.8       | 296.0              |
| オウテイロ・デ・レイ                                   | 4,936      | 134.2       | 36.8               |
| ポルトマリン                                           | 1,763      | 115.1       | 15.3               |
| ラバデ                                                 | 1,723      | 5.2         | 331.3              |
| 計                                                     | 120,328    | 1,362.9     | 88.3               |
| 出典: INE（スペイン国立統計局）、IGE（ガリシア統計局） |            |             |                    |